# Freiburg (Breisgau) Hauptbahnhof
Freiburg (Breisgau) Hauptbahnhof is het centrale station van Freiburg im Breisgau, gelegen in de Duitse deelstaat Baden-Württemberg. Het huidige station dateert uit 1999 en verving het oorspronkelijke vooroorlogse Hauptbahnhof, dat in de Tweede Wereldoorlog grotendeels was verwoest en daarna slechts provisorisch was hersteld.
Freiburg Hauptbahnhof ligt op het knooppunt van vier spoorlijnen:
- Rheintalbahn (Mannheim-Bazel)
- Höllentalbahn (Freiburg-Donaueschingen)
- Breisacher Bahn (Freiburg-Breisach am Rhein)
- Elztalbahn (Freiburg-Elzach)

## Bediening
Het station wordt bediend door de volgende verbindingen:
- ICE's op de route Frankfurt Hbf - Basel SBB, met onder andere doorgaande treinen naar Amsterdam en Hamburg in het noorden en Interlaken Ost in het zuiden
- Breisgau S-bahn naar onder meer Breisach am Rhein en Elzach (via Waldkirch)
- DB (Regio) treinen naar onder meer Offenburg, Basel Badischer Bahnhof en Basel SBB
- TER Grand-Est naar Mulhouse-Ville (via Müllheim)
- TGV naar Paris Gare de Lyon (via Mulhouse-Ville en Dijon-Ville)

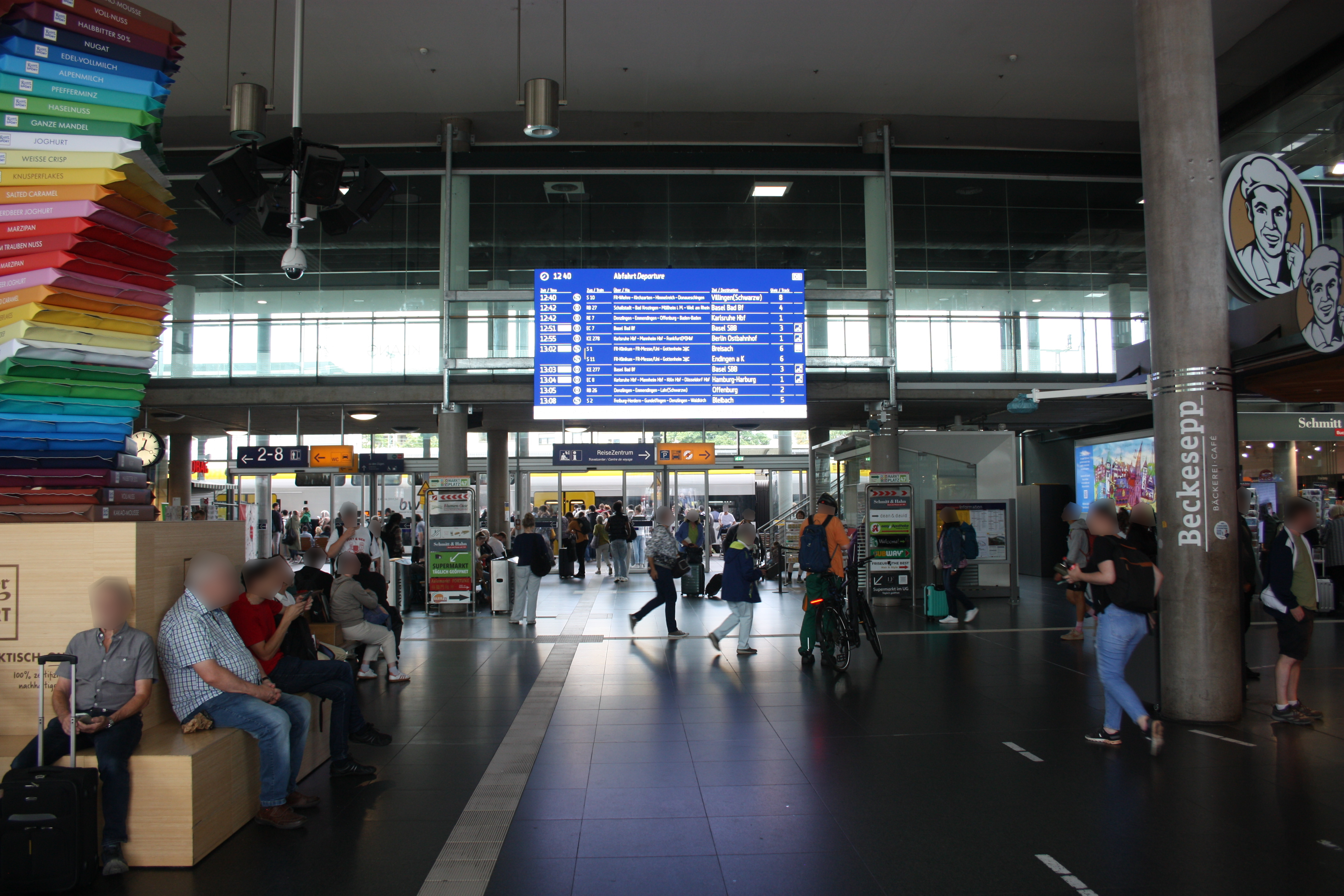
De stationshal